# Rizzo
Rizzo the Rat is een handpop en personage uit de Amerikaanse komische serie The Muppet Show. Het personage werd gespeeld door Steve Whitmire, de poppenspeler die eveneens het mechanisme ontwikkelde dat Rizzo's bek beweegt.
De pop speelde voor het eerst mee in aflevering 418 van The Muppet Show, als een van de ratten die Christopher Reeve volgden. Rizzo bleef tot het einde van de serie op de achtergrond voorkomen en trad zo nu en dan op met Dr. Teeth and the Electric Mayhem. Daarna was hij als piccolo van een smoezelig Londens hotel te zien in The Great Muppet Caper. Hij kwam voor in vrijwel alle volgende Muppet-projecten, zoals The Muppets Take Manhattan en Muppets Tonight. In The Muppet Christmas Carol werd hij gekoppeld aan Gonzo. De twee poppen komen sindsdien geregeld in teamverband voor.
Rizzo is genoemd naar Ratso Rizzo uit de film Midnight Cowboy.
De Nederlandse stem van Rizzo in The Muppets en Muppets Most Wanted wordt verzorgd door Huub Dikstaal.